# Jacques Basyn
Jacques Antoine Basyn (Bruges, 2 février 1901 - 17 février 1982) est un avocat et un homme politique belge, membre de l'Union démocratique belge. Il fut ministre des Dommages de guerre du 2 août 1945 au 9 janvier 1946 (gouvernement Van Acker II).

## Carrière
Basyn parcourut une carrière très variée. Il interrompit à plusieurs reprises ses activités en tant qu'avocat pour exercer des fonctions publiques. Le centre de ses activités se trouva dans le monde des assurances. Il fut également membre de plusieurs cabinets ministériels. Ses activités les plus notables furent:
- Le Crédit Professionnel (1929-1972), dont il fut directeur (1929 - 1946) et président du conseil d'administration (1947 - 1972)
- Werk van den Akker, directeur général (1941-1959), président (1959 - 1982)
- Union démocratique belge (1944-1946), membre de la direction du parti.
- Mandat politique: ministre belge des dommages de guerre et des victimes civiles (extra-parlementaire) (2 août 1945 - 9 janvier 1946

## Fonctions et mandats multiples et variés
- Basyn débuta comme secrétaire du père Georges Rutten, une des éminences du mouvement ouvrier chrétien.
- secrétaire des ministres de la Justice Paul Tschoffen et Prosper Poullet, 1925-1926
- conseiller juridique d u ministre Poullet, 1926-1929
- conseiller juridique au cabinet du ministre de l'industrie, du travail et de la prévoyance sociale (Henri Heyman), 1927-1932
- membre du comité de direction de la Banque du travail à Bruxelles, 1930-
- membre du comité de direction de la Caisse pour le crédit professionnel, 1929-1946
- président de la Caisse nationale du crédit professionnel, 1947-1972
- chargé de cours à l'Institut de Commerce à Anvers (RUCA), 1931-1971
- professeur à l'Ecole militaire
- Commissaire royal pour les pensions, 1938-1940
- rapporteur général de la commission dite des '33' au sujet des pensions
- chef de cabinet du ministre du Ravitaillement et du Chômage C. Delfosse, 1939
- chef de cabinet du ministre des Communications, Transport, PTT et NIR, C. Delfosse, 1940-1941
- membre de la Résistance belge, 'Comité Gille', service de renseignements pour le gouvernement à Londres
- chef de cabinet du ministre de la Justice, Maurice Verbaet, 1944-1945
- ministre des Dommages de guerre (02/08/1945-09/01/1946) dans le gouvernement Van Acker II.
- délégué de la Belgique au Comité des Droits de l'homme de l'ONU, 1959-1960
- président de la conférence internationale pour le crédit populaire
- président du Conseil professionnel de l'industrie du bâtiment
- président du Comité européen des assurances
- président de l'union professionnelle des sociétés d'assurance
- président du groupe des assureurs de l'Euratom
- président du comité des assureurs de l'OCDE
- président de la coopérative 'Maison des assurances'
- président du groupe de travail 'Assurances' au Conseil économique et social du Benelux
- président de l'association belge pour le progrès social
- président de l'association des Caisses d'allocations familiales
- président du Centre pour la promotion de l'épargne et des investissements immobiliers
- président du Fonds pour l'aide médicale en urgence

## Publications
- Les allocations familiales en Belgique, 1929
- Les assurances en Belgique, 1945
- Rapport du commissaire royal sur les pensions, 1939

## Littérature
- Emmanuel GERARD, De christelijke arbeidersbeweging 1891-1991, dl. I, p. 253, 260, Louvain, KADOC, 1991.